# قميص نوم
قميص النوم هو قطعة ملابس نسائية مخصصة للنوم، وهو أطول من القمصان العادية فيصل طوله إلى الفخذين أو أسفل الركبة.
يستخدم قميص النوم في بعض الثقافات لحد اليوم، ولكن أصبح من الشائع ارتداء المنامة.